# Rakhee Thakrar

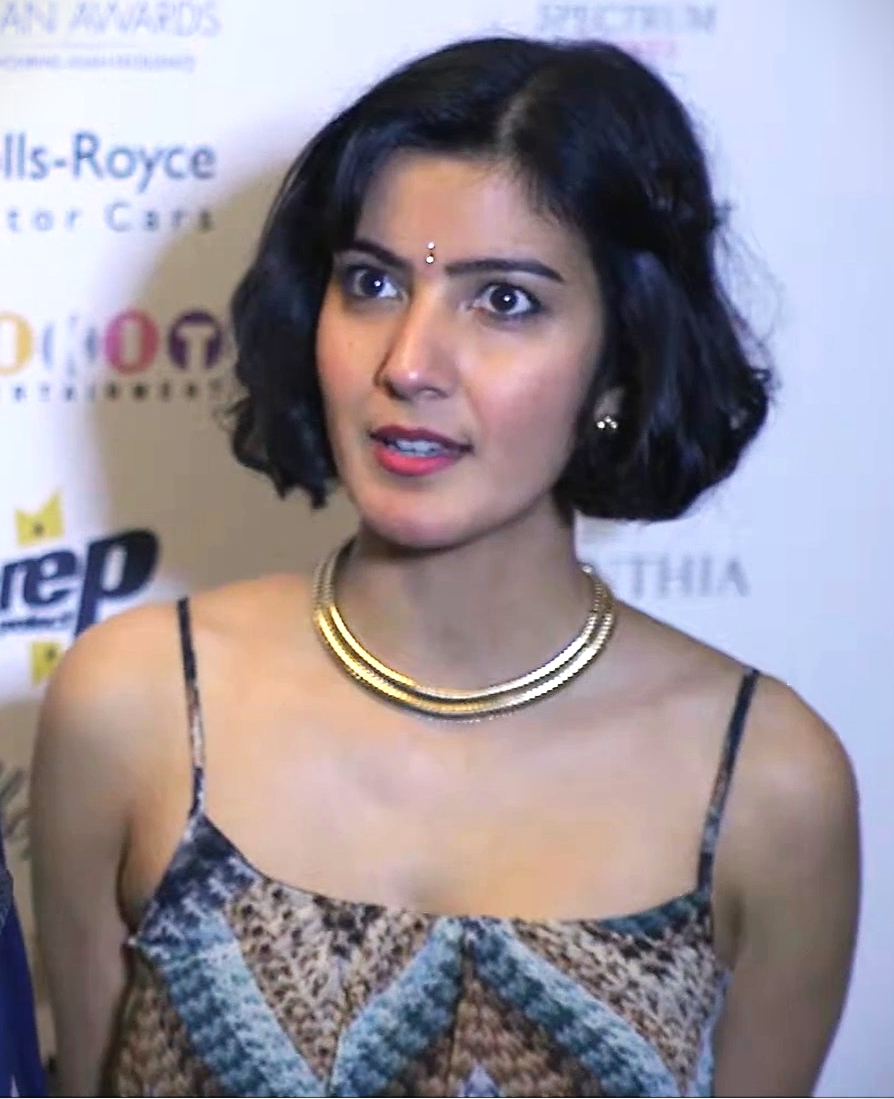
Rakhee Thakrar, 2016

Rakhee Thakrar (* 29. Februar 1984 in Leicester) ist eine britische Schauspielerin.

## Leben
Thakrar ist indischer Abstammung und in Leicester aufgewachsen. Bereits in ihrer Jugend nahm sie Rollen im Theater an und beteiligte sich unter anderem als Journalistin.
Seit 2014 spielte sie zwei Jahre lang in der britischen Seifenoper EastEnders mit, ehe sie von 2019 bis 2021 in der Netflix-Serie Sex Education zu sehen war.

## Filmografie
- 2006: Banglatown Banquet (Fernsehfilm)
- 2006: Tourettes Haiku (Kurzfilm)
- 2007, 2010: Doctors (Seifenoper, zwei Episoden)
- 2010–2011: Holby City (Fernsehserie, drei Episoden)
- 2011: Die Verschwörung – Verrat auf höchster Ebene (Fernsehfilm)
- 2011: Inspector Banks (Fernsehserie, eine Episode)
- 2011: The Jury (Fernsehserie, eine Episode)
- 2012: Peep Show (Fernsehserie, eine Episode)
- 2012: Bollywood Carmen (Fernsehfilm)
- 2013: Cloud 9 (Seifenoper, 112 Episoden)
- 2014–2016: EastEnders (Seifenoper, 167 Episoden)
- 2019–2021: Sex Education (17 Episoden)
- 2019: Running Naked (Film)
- 2019: Those Four Walls (Film)
- 2019: Four Weddings and a Funeral (sechs Episoden)
- 2020: 23 Walks (Film)
- 2020: Criminal UK (eine Episode)
- 2021: The Girl Before (Fernsehserie, vier Episoden)
- 2022: Rules of the Game (Fernsehserie, vier Episoden)
- 2022: Karen Pirie (Fernsehserie, zwei Episoden)
- 2023: Wonka
- 2023: My Happy Ending
- 2024: September & July (September Says)
- 2025: I, Jack Wright (Fernsehserie, 6 Episoden)
- 2025: Man Like Mobeen (Fernsehserie)